# Platyspathius clymene
Platyspathius clymene är en stekelart som beskrevs av Nixon 1943. Platyspathius clymene ingår i släktet Platyspathius och familjen bracksteklar. Inga underarter finns listade i Catalogue of Life.